# Râul Iarcoș
Râul Iarcoș este un curs de apă, afluent al râului Timiș.

## Hărți
- Harta județului Timiș